# Лозова вулиця (Київ, Микільська слобідка)
Лозова́ ву́лиця — зникла вулиця, що існувала в Дніпровському районі (на той час — Дарницькому) міста Києва, місцевість Микільська слобідка. Пролягала від провулку Фонвізіна до кінця забудови.
Прилучався Лозовий провулок.

## Історія
Виникла в 1-й третині XX століття, під такою ж назвою. Ліквідована 1971 року у зв'язку зі знесенням старої забудови.